# Tempio (Ormelle)
Tempio è una frazione del comune italiano di Ormelle, in provincia di Treviso.
Trae il nome dalla sua chiesa parrocchiale, già beneficio dei Cavalieri templari.

## Geografia fisica
La frazione si trova nella parte settentrionale del territorio comunale. È lambita dal fiume Lia.

## Storia
Il paese ha una storia indipendente da quella dalle altre due frazioni del comune, in quanto si sviluppò attorno a un ospizio (poi azienda agricola) che fu prima dei Templari e poi dei Cavalieri di Malta.
Dopo la caduta della Serenissima e l'avvento di Napoleone l'ordine perse ogni diritto su Tempio che venne innalzato a comune autonomo. Riunito con Ormelle e Roncadelle in un unico comune, fu poi frazione di Oderzo e solo dopo la Restaurazione divenne frazione di Ormelle quale è tuttora.

## Monumenti e luoghi d'interesse

### Villa Lucchetti
Si trova in prossimità del Tempio, sulla riva destra del Lia. È formata da un grande volume con pianta ad "L", costituito dalla casa padronale, dall'abitazione del gastaldo e da una lunga barchessa di circa 70 m, cui si aggiunge un piccolo annesso isolato nello spazio aperto a sud.
La casa padronale presenta una facciata a nord, rivolta alla strada, e una a sud, verso il giardino. Presentano entrambe lo stesso schema simmetrico e la stessa distribuzione di pieni e vuoti, con un frontone triangolare a coronare il tutto.
La villa dovrebbe risalire alla metà del Settecento.